# Stentjärnen (Älvsby socken, Norrbotten)
Stentjärnen är en sjö i Älvsbyns kommun i Norrbotten och ingår i Piteälvens huvudavrinningsområde. Sjön har en area på 0,0783 kvadratkilometer och ligger 217 meter över havet.

## Delavrinningsområde
Stentjärnen ingår i det delavrinningsområde (732211-171536) som SMHI kallar för Ovan 731732-171789. Medelhöjden är 264 meter över havet och ytan är 44,96 kvadratkilometer. Det finns inga avrinningsområden uppströms utan avrinningsområdet är högsta punkten. Nedre Pansikån som avvattnar avrinningsområdet har biflödesordning 2, vilket innebär att vattnet flödar genom totalt 2 vattendrag innan det når havet efter 83 kilometer. Avrinningsområdet består mestadels av skog (75 procent) och sankmarker (21 procent). Avrinningsområdet har 0,08 kvadratkilometer vattenytor vilket ger det en sjöprocent på 0,2 procent.